# Staro mestno jedro Raume
Staro mestno jedro Raume (finsko Vanha Rauma, švedsko Gamla Raumo) je leseno središče mesta Rauma na Finskem. Zaradi edinstvene lesene arhitekture in dobro ohranjene srednjeveške mestne ureditve je bila leta 1991 vpisana na Unescov seznam svetovne dediščine. Je eno edinih srednjeveških mest na Finskem.
Območje stare Raume je veliko približno 0,3 km², s približno šeststo stavbami (štejejo tako prave hiše kot manjše stavbe, kot so lope) in okoli 800 ljudmi, ki živijo na tem območju. Najstarejše stavbe so iz 18. stoletja, saj sta dva požara leta 1640 in 1682 uničila večji del mesta. Vendar pa je postavitev mestnega jedra še vedno ohranila velik del svoje srednjeveške strukture. Leseni objekti so skoraj izključno enonadstropni, čeprav ima več starejših objektov tudi kleti. Stanovanjski objekti so postavljeni ob glavni ulici, pomožni objekti (npr. žitnice in lope) pa so zgrajeni ob ozkih uličicah. Večina stavb je trenutno naseljenih in v lasti zasebnikov, čeprav so ob obeh glavnih ulicah in okoli mestnega trga večinoma zunaj poslovne rabe. V 18. stoletju se je mesto Rauma razširilo izven ožjega ozemlja stare Raume, povečano trgovanje z ladjami pa je vodilo v modernizacijo mesta.

## Mestna pokrajina in stavbe
Za staro Raumo so značilne ozke in vijugaste ulice ter nepravilne parcele. Območje je dom Kitukränn, ki je znana kot najožja ulica na Finskem, ki je široka le približno tri metre. Vsaka hiša v Stari Raumi ima svoje ime, ki je napisano na ovalnem znaku, pritrjenem na fasadi hiše. Leta 1982 je mestni svet potrdil hišna imena, ki se bodo uporabljala. Zdaj so v nominativu, le Hakkri (nominativ Hakkar, prim. Hakkri Iiro) je v rodilniški obliki.
Središče območja je Kauppatori, ki je bil v sedanjih dimenzijah razširjen v začetku 20. stoletja. Glavni ulici sta Kuninkaankatu in Kauppakatu, ki potekata skozi staro Raumo v smeri vzhod-zahod, prva meji na severno stran tržnice, druga pa na južno stran. Vzdolž teh dveh ulic je velik del številnih majhnih specializiranih trgovin v okolici, ki jih je skupaj skoraj 200. Vanha Rauma ima poleg tržnice še dva trga, Kalatori in Hauenguano. V začetku 15. stoletja je okoli Kalatorija nastalo najstarejše urbano naselje Raume, ki je ostalo trgovsko središče do sredine 17. stoletja.
Poleg cerkve svetega Križa, ki stoji na bregovih Raumanjokija v severnem delu stare Raume, druge zanimivosti na tem območju vključujejo mestno hišo Rauma, zgrajeno leta 1776, Muzej umetnosti Rauma, ki je v hiši iz leta iz leta 1795, ruševine cerkve svete Trojice, zgrajene v 15. stoletju, pa tudi domači muzej ladjarja Marela in muzej stavbne dediščine Kirsti talo. Hotelli Vanha Rauma, ki deluje v funk hiši iz 1930-ih, sje na robu ribje tržnice. Na zahodnem robu območja, vzdolž Nortamonkatu, je kulturni center Poselli, ki je bil prenovljen v nekdanjo molilnico finskega luteranskega evangeličanskega združenja, dokončanega leta 1885.
Edinstvenost stare Raume temelji na ulični mreži in razporeditvi parcel, podedovanih iz srednjega veka. Čeprav so staro Raumo skoraj popolnoma uničili požari, je nekaj stavb in ruševin preživelo iz srednjega veka. Cerkev svetega Križa, frančiškanska samostanska cerkev, ki je bila slovesno odprta leta 1512, vsebuje več srednjeveških poslikav in je ena glavnih znamenitosti v stari Raumi. Druga cerkev v Stari Raumi, cerkev svete Trojice, prav tako iz 15. stoletja, je zgorela v požaru leta 1640. Edina druga starodavna kamnita stavba je stara mestna hiša, ki je bila zgrajena leta 1776.
Druge zanimive lokacije so hiša Kirsti, mornarska hiša iz 18. in 19. stoletja, in hiša Marela, ladjarska hiša iz 18. stoletja, vendar s fasado iz 19. stoletja, obe pa sta trenutno muzej.

## Zaščita
Potreba po zaščiti stare Raume se je prebudila šele na prelomu 1960-ih in 1970-ih. Še v začetku 1960-ih je mesto načrtovalo porušitev dotrajanega lesenega dela mesta in zamenjavo stavb s sodobnim stavbnim fondom. Na koncu so porušili le eno stavbo na robu tržnice. Na njenem mestu so leta 1960 zgradili dvonadstropno bančno poslopje. Leta 1974 je bilo ustanovljeno podjetje Vanha Rauma Yhyddis ry, ki neguje stavbno dediščino tega območja.
Prvi glavni načrt za zaščito stavbnega fonda stare Raume je bil odobren v zgodnjih 1980-ih. Danes varovanje nadzoruje t.i Posebno telo stare Raume, ki vključuje ne le mesto, ampak tudi predstavnike Muzejske agencije. Zaščitenih je skupno 60 % od 600 stavb v Stari Raumi. Od sredine sedemdesetih let prejšnjega stoletja je bilo zgrajenih 32 novih stavb, leta 2008 pa so ostala le še tri gradbišča. Novogradnje so večinoma postavljene na dvoriščih parcel. Pri restavriranju in vzdrževanju območij svetovne dediščine je mogoče dobiti pomoč Finske muzejske agencije.